# Průhon (Dolnooharská tabule)
Průhon (241 m n. m.) je vrch v okrese Litoměřice Ústeckého kraje. Leží asi 0,5 km jjz. od obce Rochov na jejím katastrálním území.

## Geomorfologické zařazení
Geomorfologicky vrch náleží do celku Dolnooharská tabule, podcelku Hazmburská tabule, okrsku Klapská tabule a podokrsku Chotěšovská tabule.